# Balestrieri genovesi
I balestrieri genovesi sono stati un corpo scelto medievale, impiegato a difesa della Repubblica di Genova o al soldo di altre nazioni come unità mercenaria. Distintisi in molte battaglie in molti eserciti, sono uno dei corpi militari più celebri del Medioevo.
Utilizzando la balestra, costruita dai balistai della Repubblica, i balestrieri genovesi potevano essere impiegati sia sulla terra (durante gli assedi, ma anche in battaglie campali), che durante le battaglie navali come nella battaglia della Meloria e in quella di Curzola. I balestrieri venivano reclutati da ogni parte della Liguria, e allenati nel capoluogo, dove potevano approfondire l'arte bellica in questa potente arma. Dopo il tradimento da parte dei balestrieri genovesi durante la battaglia del 1346, il corpo cominciò a perdere la propria fama e la sua nomea, arrivando così al suo scioglimento.

## Organizzazione ed equipaggiamento
La regolamentazione del Corpo fu sancita nel XII secolo circa. I balestrieri venivano assoldati in formazioni chiamate "bandiere", composte da 20 uomini, comandati da un connestabile, fino a compagnie che potevano arrivare da qualche centinaio di membri a poche migliaia, con un comandante in capo, in genere un rappresentante di una delle nobili famiglie genovesi, che era responsabile del loro coordinamento in battaglia.
L'arruolamento era di pertinenza di due persone, in genere nobili anch'esse, che dovevano valutare ogni singolo uomo in parametri come il valore e la sua abilità visiva. Ogni candidato doveva presentare una garanzia per essere assunto, e il suo garante si impegnava a rimborsare la Repubblica in caso di disobbedienza o diserzione. Tutti i balestrieri assunti giuravano fedeltà alla Repubblica ed erano stipendiati direttamente da essa, con una ferma a scadenza variabile in genere inferiore ad un anno.
Con una certa frequenza essi erano reclutati tra gli individui appartenenti agli strati più bassi della società, spesso si trattava di individui immigrati a Genova di recente o di piccoli artigiani che, privi d'occupazione, abbandonavano, anche solo temporaneamente, il loro lavoro usuale alla ricerca di maggior fortuna. Dai registri conservati, possiamo così osservare che molti balestrieri erano originari di Savona, dell'entroterra genovese, dell'Oltregiogo (Novi e Gavi in particolare) del Monferrato, di alcune località dell'Italia padana (Parma, Piacenza, Pavia) e della Corsica.
Il balestriere genovese utilizzava una balestra a staffa chiamata manesca per via della sua maneggevolezza che ne consentiva l'utilizzo anche in condizioni di instabilità, come sulla pavesata di una nave (ovvero il muro di scudi utilizzato per proteggere le fiancate dove stazionavano i balestrieri). La balestra era caricata tramite il Crocco, il gancio da cintura che doveva sempre essere indossato dai balestrieri genovesi (tale raccomandazione si legge sulle leges genuenses del 1363). Gli artigiani che producevano quest'arma, i balistai (con questo nome vengono però spesso indicati gli stessi balestrieri), furono riuniti in una corporazione specifica nel XIII secolo.
Il balestriere era equipaggiato inoltre con una daga, un elmo leggero in metallo, una gorgiera, una cotta di maglia. Il palvese, grande scudo usato come riparo durante le battaglie in campo aperto, era sempre sorretto da uno scudiero detto pavesaro, a volte dietro al pavesaro si trovava un lancere. Un esempio importante è citato da Aldo Settia nel suo libro “De Re Militari”: Balestrieri Genovesi e Pisani a servizio di Riccardo d’Inghilterra nel 1192 a Giaffa si disposero su due file dietro una “siepe di scudi e di lance”, col tiro continuativo dato dall’alternanza delle due file vennero vanificate tutte le cariche dei cavalieri turchi.
Sembra che il tessuto utilizzato per le tuniche dei balestrieri, altro non fosse che l'antenato del moderno blue-jeans. Ogni balestriere doveva portare con sé almeno 20 quadrelli a punta piramidale o verrettoni a punta conica, (con punizioni in caso di mancanza), e ogni galea genovese, in tempi di guerra, doveva avere a bordo almeno quattro balestrieri, i quali erano esentati dai compiti di bordo.
Va ricordato inoltre, che i balestrieri erano sempre alle dipendenze dirette della Repubblica di Genova, e non potevano costituire compagnie di ventura prive di bandiera. Solo il governo della città poteva autorizzare l'impiego di queste truppe fuori dai confini della Repubblica di Genova, ed era la stessa ad incassare il denaro derivato dal loro noleggio. Non si può dunque parlare di loro come mercenari in senso stretto, (si pensi alle differenze con i capitani di ventura del tardo Medioevo), ma più appropriatamente di specialisti militari, anche se la definizione di mercenario è generalmente accettata, per indicare che essi combattevano non sempre per difendere la propria patria, ma anche al soldo di stranieri.

## Note tattiche

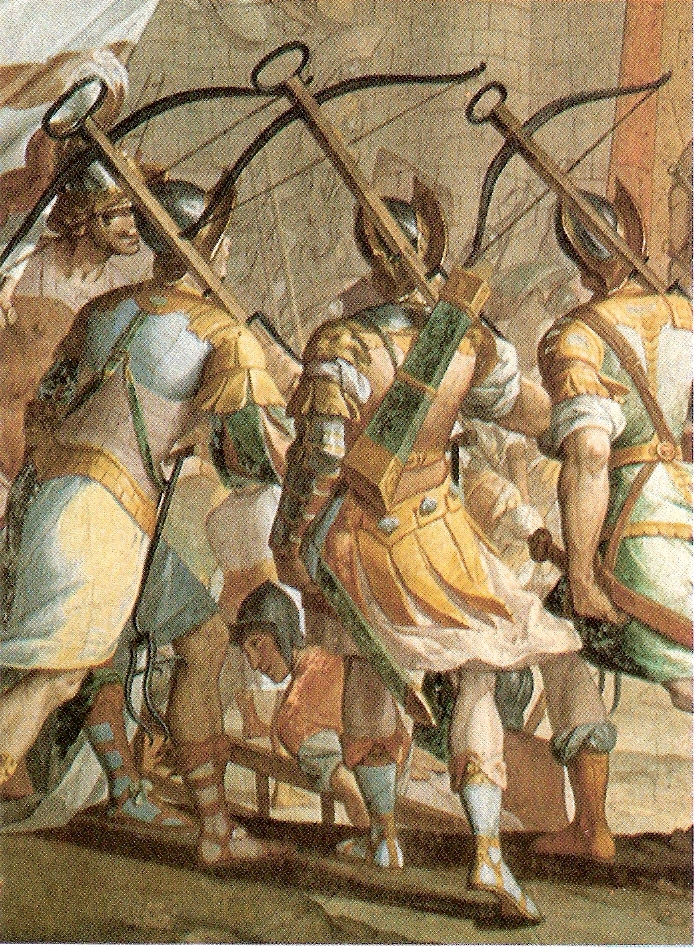
Affresco di Lazzaro Tavarone presso il Palazzo Cattaneo-Adorno di Genova raffigurante i balestrieri genovesi durante la Presa di Gerusalemme